# Polydesmus abstrusus
Polydesmus abstrusus är en mångfotingart som beskrevs av Karsch 1881. Polydesmus abstrusus ingår i släktet Polydesmus och familjen plattdubbelfotingar. Inga underarter finns listade i Catalogue of Life.